# バギーラ・キプリンギ
バギーラ・キプリンギ（Bagheera kiplingi）は、ハエトリグモの一種である。主に北米南部から中米にかけての熱帯地域に生息している。現在発見されているクモの中で唯一植物を主食とする珍しい習性を持っている。

## 概要
2001年からメキシコおよびコスタリカの熱帯を調査していたアメリカ・アリゾナ大学生物学者のクリストファー・ミーハンは、アリアカシアの芽を食べているハエトリグモの一種を発見。研究の結果、1896年にオスが死骸で発見されていたバギーラ・キプリンギというクモであることが判明した。
ハエトリグモに多い性的二型で、オスは鮮やかな緑の帯が目立つ一方、メスは地味な色合いをしている。
バギーラ・キプリンギという学名は、ハエトリグモの仲間がネコ科動物のような素早い動きをすることから、発見当時、1894年に出版されたイギリス人作家ラドヤード・キップリングの小説「ジャングル・ブック」に登場するクロヒョウの名前「バギーラ」から命名された。

## 食性
実際に食べているのはアリアカシアの芽ではなく、葉の先端にできるBeltian bodyという小さな粒状の構造である。
これは、芽の細胞が変化した脂肪やたんぱく質の豊富な黄色の塊で、アリ植物であるアリアカシアが共生関係にあるアカシアアリ（攻撃性が強く、トゲに巣を作る）に対する給餌として生産される（他のアカシアは樹液を供給する）。
アリはアカシアから餌と巣を提供され、代わりに草食動物などから守る関係にあるが、バギーラ・キプリンギはハエトリグモならではの隠密かつ素早い動きでこのアカシアアリを避けながら、枝先を飛び伝って効果的に摂食することができる。
それ以外に葉から分泌される蜜も食べ、さらに普通のクモのようにアリの幼虫およびそれ以外の小動物も捕食し、共食いも観察された。
これまでにも、アリグモがアブラムシの分泌する蜜を、アシブトヒメグモが花粉を食べるなど幾つかの例が知られていたが、このクモは植物性の食物が栄養源の90％以上を占めることが確認された最初の例となった。食性の特定は、同位体比の測定によって行われた。

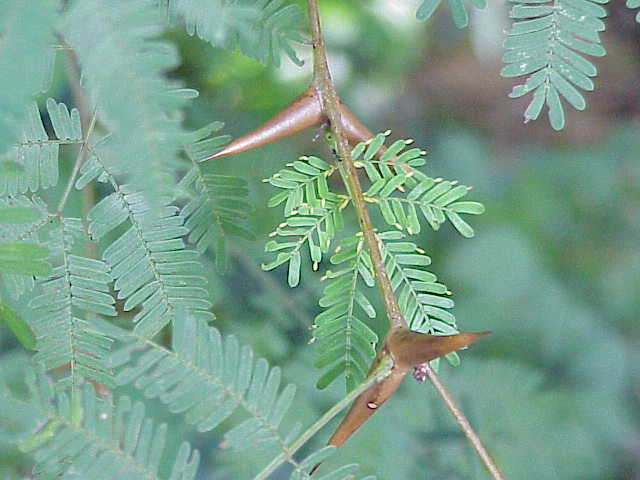
アリアカシアの1種
ふくらんだ棘がアリの巣になる。
中央あたりで多数の小葉の先端にBeltian bodyがついている。